# 大致坡镇
大致坡镇是海南省海口市美兰区下辖的一个镇，位于海口市东部，东邻文昌市抱罗镇、东路镇，总面积114平方公里，常住人口2.7万。

## 区划
下辖2个社区居委会、10个行政村，分别为：民乐社区、椰林社区、昌福村、金堆村、大东村、永群村、栽群村、咸来村、崇德村、美桐村、大榕村、美良村。

## 交通
海琼高速公路、海南省道201过境，距海口市区40公里。

## 传说
相传明代丘浚与邢宥在此约会，后人为纪念两位名贤在此建亭，亭旁有一坡，后在坡上建集墟，故名。